# Rico Emanuel Abreu
Pour les articles homonymes, voir Abreu.
Statistiques en NASCAR Cup Series
Dernière mise à jour : 20 mars 2016 
Rico Emanuel Abreu (né le 30 janvier 1992) est un pilote professionnel américain de stock-car. Il court actuellement dans le championnat de Nascar Camping World Truck Series sur le no 98 Toyota Tundra pour le team ThorSport Racing (en). Il gagne en 2014 le championnat USAC Midget, et participe au K&N Pro Series East (en) en 2015. Il est atteint de nanisme.
Il n'a actuellement pas encore couru en NASCAR Cup Series.

## Biographie
Né le 30 janvier 1992 d'un père portugais et d'une mère italienne, il vit actuellement à Rutherford en Californie. Son père, David, est gérant viticole. Il a un frère et une sœur.
Rico Abreu mesure 1,32 m et pèse 43 kg. Il est né avec une achondroplasie, un dérèglement génétique qui est la cause principale de nanisme. À cause de sa petite taille, il a besoin de modifications spéciales du cockpit de ses voitures de course, comme des blocs sous les pieds pour atteindre l'accélérateur,,. La voiture est actuellement spécialement aménagée pour lui, comme les pédales et la colonne de direction qui sont allongées, la moto propulsion et le cadre sont déplacés de 15 cm. Pour le stock-car, la colonne de direction, les pédales, et les commandes sont déplacées, afin que le reste du cockpit reste le même.

## Carrière sportive

### Débuts de carrière
Rico Abreu commence la course en motocross, mais après avoir assisté à une course de Outlaw Kart à Vallejo en Californie, il commence à participer à des courses de karting. Afin de faire démarrer sa carrière, son père construit un circuit d'asphalte ovale d'un huitième de mile sur sa propriété. Le 24 janvier 2009, Rico fait ses débuts en Outlaw kart au Lakeport Indoor Speedway, il termine quatrième, et remporte sa première victoire au Cycleland Speedway. Durant la même année il fait ses débuts en Chili Bowl Nationals (en), il court alors sa première World of Outlaw (WoO) course de vitesse. Il finira par gagner en 2011 le prix 360 Winged Sprint Car Series Rookie of the Year. En 2012, il participe à l'USAC National Midget Series, ne lâche pas le prix de Rookie de l'année quand il se qualifie pour la première catégorie du Chili Bowl. L'année suivante, il remporte le Belleville Midget National, le John Key classic à l'Ocean Speedway (en), le 4 Crown Nationals (en) à l'Eldora Speedway (en) et  l'USAC Gold Crown au Tri City Speedway. En 2014, il gagne sa première course WoO au Thunderbowl Raceway, et plus tard l'USAC Honda Midget Series national title.
Le 17 janvier 2015, Rico retourne sur le Chili Bowl. Au tour 26, il double la vainqueur de l'année précédente Bryan Clauson, et repousse à quatre reprises un vainqueur du Chili Bowl Kevin Swindell (en) pour gagner. C'est la première victoire au Chili Bowl de Toyota, et la première victoire pour le propriétaire Keith Kunz depuis 2002. Les années suivantes, Rico reconduit sa victoire sur le Chili Bowl après avoir battu Clauson et Zach Daum.

### K&N Pro Series East
Le 20 janvier 2015, Rico est engagé par HScott Motorspots pour courir la saison entière du K&N Pro Series East. Il fait ses débuts en stock-car dans le Pete Orr Memorial Super Late Model 100 au New Smyrna Speedway plus tard dans la semaine. Le 4 juillet 2015, Rico remporte sa toute première course dans le K&N Pro Series East au Columbus Motor Speedway (en) après être parti en pole position, et inscrivant un nouveau record de piste,.

### Camping World Truck Series
Pendant la saison 2015, Rico fait ses débuts en Camping World Truck Series dans la Lucas Oil 150 (en) au Phoenix International Raceway, conduisant la no 31 Chevrolet Silverado pour NTS Motorsports (en). En 2016, il signe pour une saison complète avec ThorSport Racing (en), remplaçant Johnny Sauter parti pour GMS Racing (en).

## Palmares
- NASCAR Camping World Truck Series (2016)[15] :
  - 0 Victoire
  - 2 Top5
  - 2 Top10
  - 0 Pole

- NASCAR K&N Pro Series East (2015)[15] :
  - 1 Victoire
  - 4 Top5
  - 8 Top10
  - 3 Pole